# Moree Plains Shire Council
Moree Plains Shire Council is een Local Government Area (LGA) in de Australische deelstaat New South Wales.